# Gamma Serpentis
Désignations
Gamma Serpentis (γ Serpentis, γ Ser) est une étoile située à environ 36 années-lumière de la Terre dans la constellation du Serpent.
C'est une étoile jaune-blanc de la séquence principale de type spectral F6 V. Sa taille est de 25 % supérieure à celle du Soleil et sa luminosité est presque le triple de la luminosité solaire.